# Cratere Matisse
Matisse  è un cratere sulla superficie di Mercurio.